# Мислаковиці
Мислаковіце (пол. Mysłakowice, нім. Zillerthal-Erdmannsdorf) — село в Польщі, у гміні Мислаковиці Єленьоґурського повіту Нижньосілезького воєводства.
Населення — 4511 осіб (2011).
У 1975-1998 роках село належало до Єленьоґурського воєводства.

## Демографія
Демографічна структура станом на 31 березня 2011 року:
|          | Загалом | Допрацездатний вік | Працездатний вік | Постпрацездатний вік |
| -------- | ------- | ------------------ | ---------------- | -------------------- |
| Чоловіки | 2174    | 443                | 1535             | 196                  |
| Жінки    | 2337    | 407                | 1410             | 520                  |
| Разом    | 4511    | 850                | 2945             | 716                  |

## Галерея

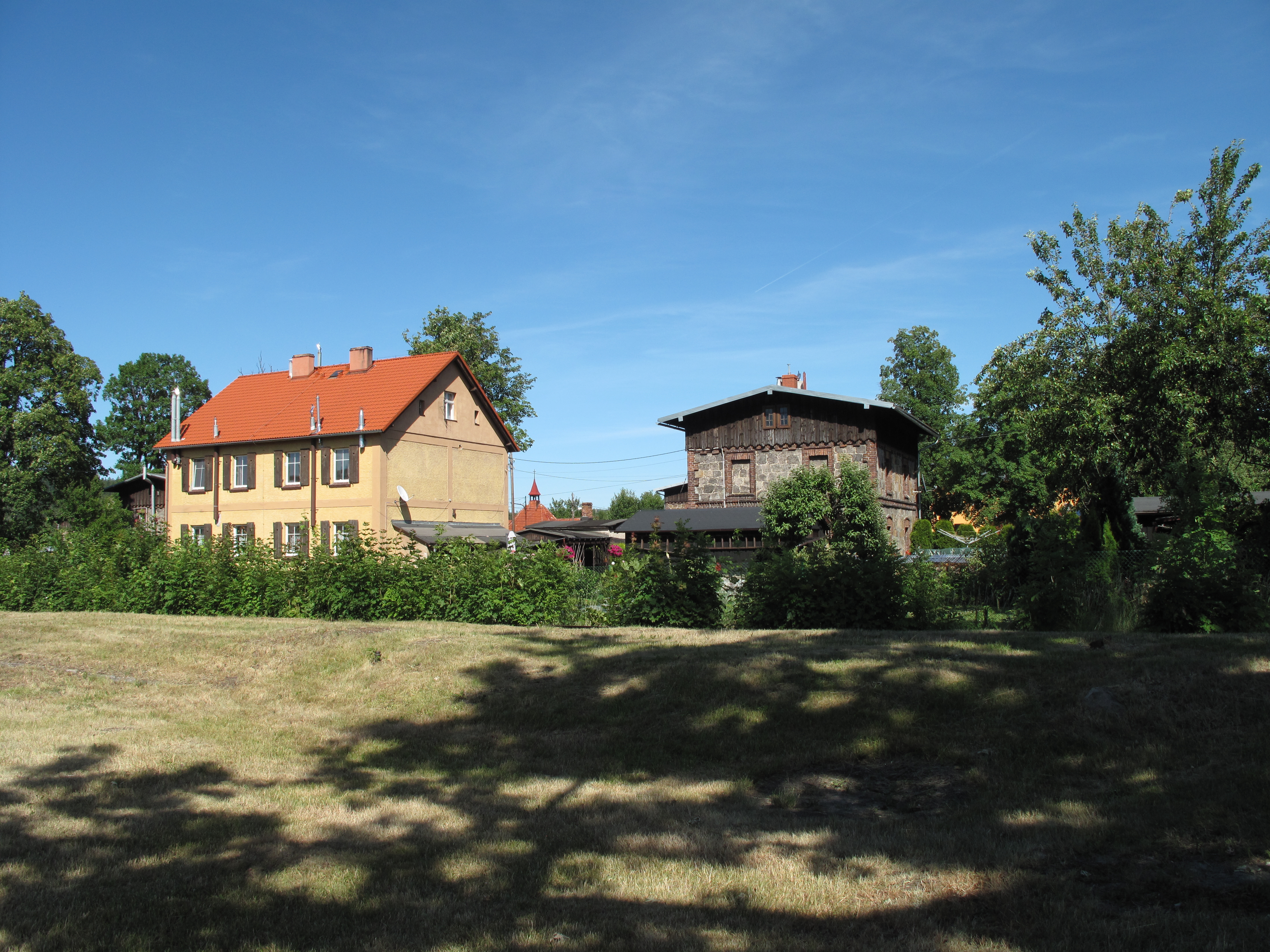
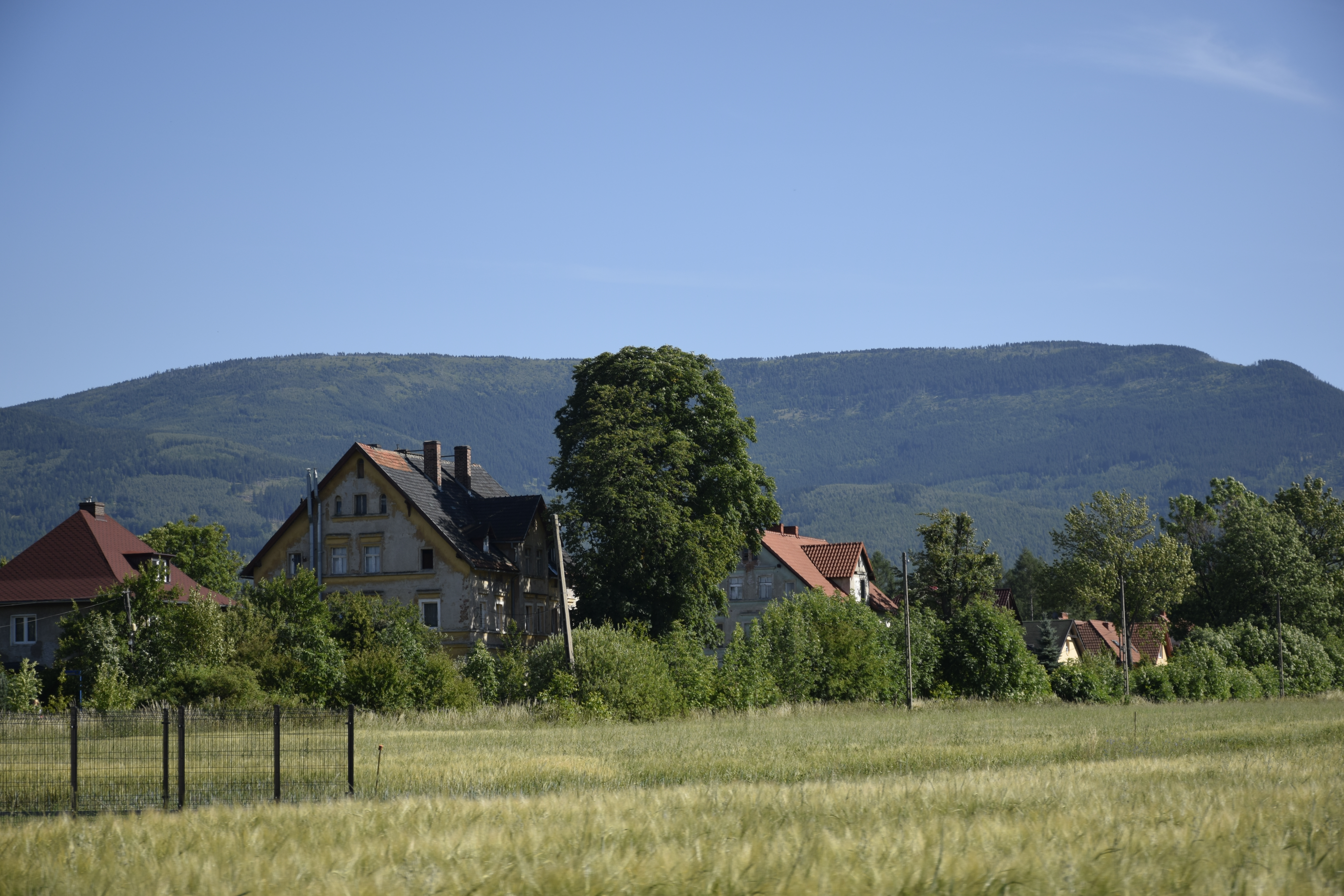
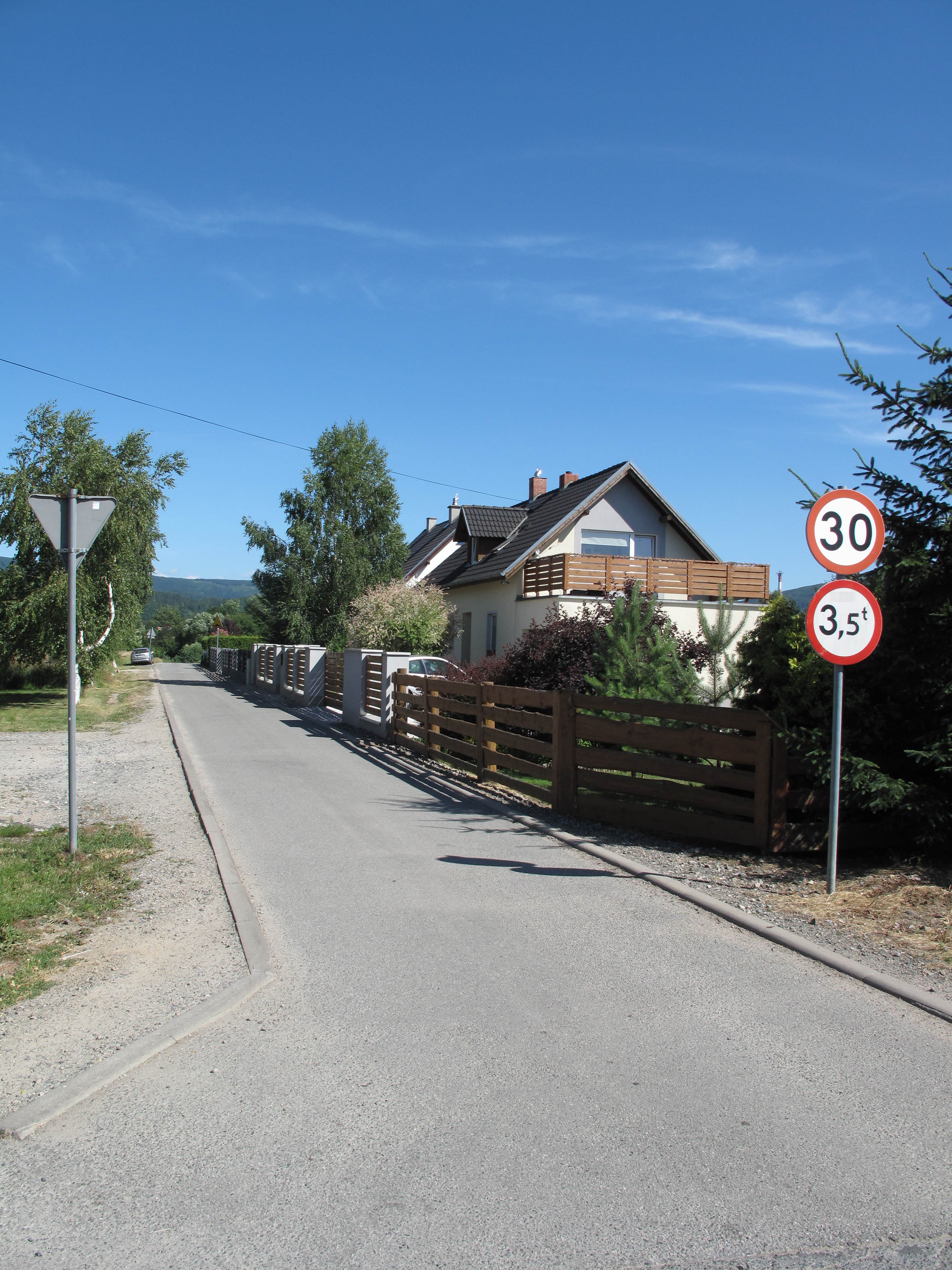
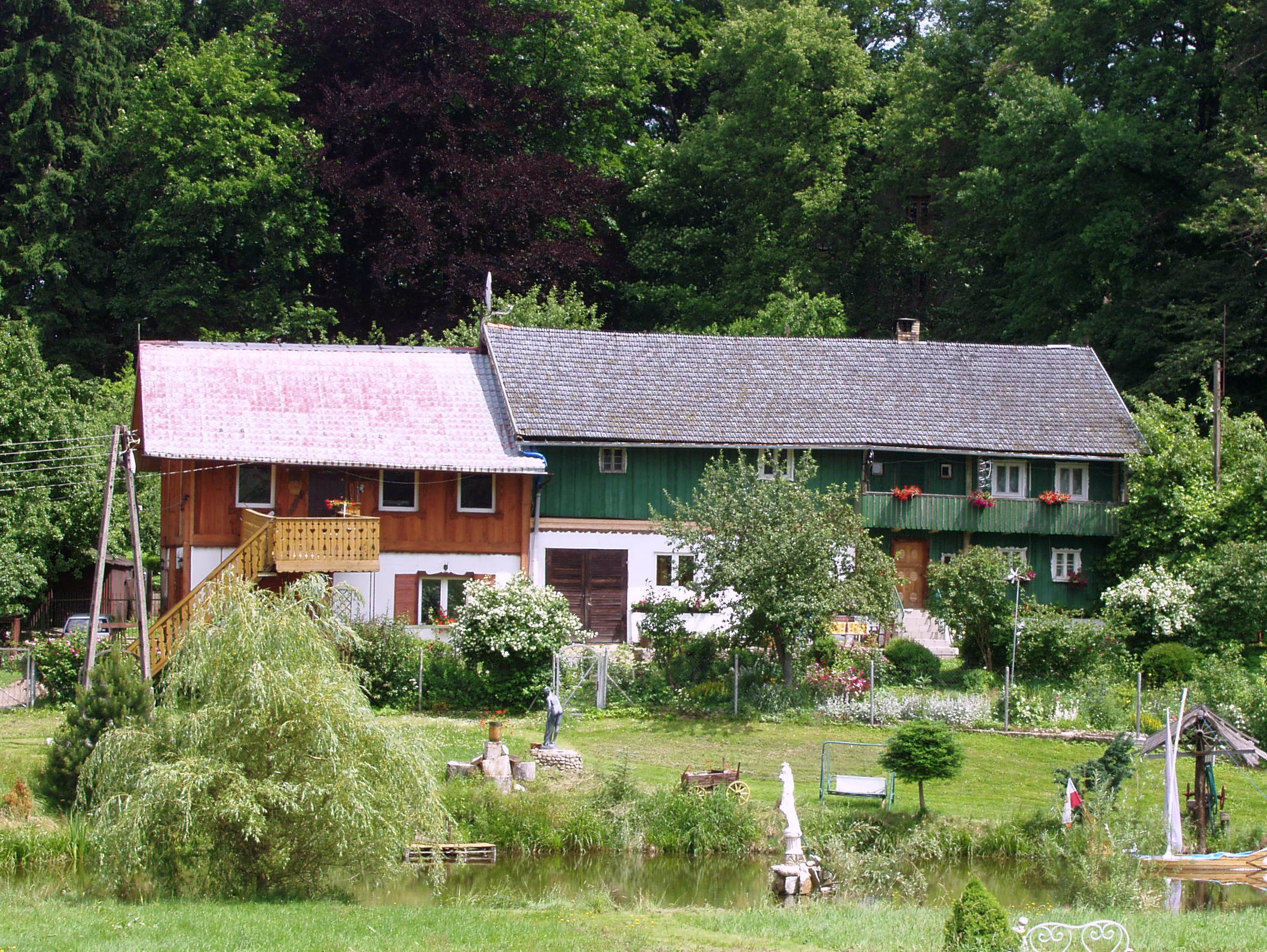